# Caserna del cap de Creus
La Caserna del cap de Creus és una caserna construïda al promontori del Cap de Creus, a 84 metres sobre el nivell del mar, a pocs metres a ponent del far; al municipi de Cadaqués (Alt Empordà) inclòs en l'Inventari del Patrimoni Arquitectònic de Catalunya. A les poblacions del litoral, en especial les del sector nord de la costa empordanesa, pròximes a la frontera, i d'una manera molt considerable Cadaqués per les seves característiques geogràfiques, el contraban hi fou una activitat important fins ben entrat el segle xx. El destacament de carrabiners del Cap de Creus vigilava, primordialment, els contrabandistes. La caserna del Cap de Creus sembla que fou abandonada l'any 1940 en extingir-se el cos de carabiners.
És un edifici de dues plantes estructurat en cinc crugies, que consta de planta baixa i un pis superior. Les façanes tenen les obertures alineades. Són finestres rectangulars simètriques, ubicades a les dues plantes, les quals tenen guardapols amorterats, amb mènsules ornamentals. Una motllura horitzontal parteix les dues plantes a manera de cornisa. La porta d'accés està remarcada per pilastres que tenien decoració a base de rajoles monocromes (moltes ara desaparegudes) i es remata amb un frontó de línies incurvades. Les pilastres es repeteixen als quatre angles de l'edifici. Als murs laterals, de menys llargada, a la part superior hi ha un òcul. La construcció és de grans rebles i les obertures i elements decoratius tractats amb rajols. A l'interior de l'edifici hi queda part del sòl de rajola de mosaic hidràulic i un sostre amb motlluratge de guix.